# CXCR3
CXCR3 (англ. C-X-C chemokine receptor type 3; CD183) — мембранный белок, хемокиновый рецептор семейства CXCR, продукт гена CXCR3. 
Существует в трёх изоформах: CXCR3-A, CXCR3-B и CXCR3-alt. CXCR3-A и CXCR3-B связываются с хемокинами семейства CXC: CXCL9 (MIG), CXCL10 (IP-10) и CXCL11 (I-TAC). Изоформа рецептора CXCR3-B, кроме того, связывается с CXCL4.

## Экспрессия
CXCR3 экспрессирован в первую очередь на активированных T-лимфоцитах, естественных киллерах и некоторых эпителиальных клетках. CXCR3, так же как CCR5, экспрессирован на Th1-клетках, тогда как Th2-клетки экспрессируют CCR3 и CCR4. Лиганды CXCR3, расположенного на клетках Th1, способны блокировать миграцию клеток Th2, что увеличивает поляризацию рекрутирования эффекторных T-клеток.

## Передача сигнала
Связывание хемокинов CXCL9, CXCL10 и CXCL11 с рецептором CXCR3 может увеличить концентрацию внутриклеточного Ca2+ и активировать Ффосфоинозитид-3-киназу и митоген-активируемые протеинкиназы (MAPK).

## Функции
CXCR3 регулирует транспорт лейкоцитов. Связывание хемокинов с этим рецептором индуцирует несколько клеточных ответов, включая активацию интегринов, перестройку цитоскелета и хемотаксис. Взаимодействие рецептора CXCR3 с лигандом активирует Th1-клетки и стимулирует их созревание.
Как следствие хемокин-индуцированной клеточной десенсибилизации, вызванной фосфорилированием и интернализацией рецептора, клеточный ответ на активацию рецептора, как правило, быстрый и короткий. Клеточный ответ восстанавливается после дефосфорилирования рецептора и его возвращения на клеточную поверхность. Высокий уровень экспрессии CXCR3 наблюдается на культивируемых in vitro Т-клетках памяти, а также на T-клетках нескольких типов, находящихся в воспалённой ткани. Кроме этого, CXCL9, CXCL10 и CXCL11, как правило, вырабатываются клетками ткани при воспалении, что связывают с участием CXCR3 и его лигандов в рекрутировании провоспалительных клеток. CXCR3 также играет роль в заживлении ран.